# Gay-Yee Westerhoff
Gay-Yee Westerhoff, de Hull, Yorkshire en Inglaterra es la chelista Australiana-británica del cuarteto de cuerdas bond.
Gay-Yee se graduó con honores de El Colegio de Música Trinity en Londres.
Gay-Yee ha tocado con varios grupos incluyendo a Primal Screen, Spice Girls, Talvin Sing, Embrace, Sting, Bryan Adams, Barry Manilow y Vanessa Mae.
Tiene un compilado de canciones en las cuales ha colaborado y creado, junto con otros grandes artistas como Priscilla Jones, Don Black, entre otros. Entre los mejores temas de Gay-Yee encontramos: "Circus", "Cello", "Kismet", "Soaring" y "I'll Fly Away".
Junto con bond, ha grabado 5 discos de estudio: Born, Shine, Classified, Remixed y Explosive, este último es una recopilación de sus mejores temas, también han grabado un DVD (concierto acústico/eléctrico en el RAH), en donde podemos escuchar todo el repertorio del disco Born.